# Cannae
Cannae (łac. Dioecesis Cannensis) – stolica historycznej diecezji w Italii erygowanej ok. roku 900, a włączonej w roku 1081 w skład diecezji Trani.
Współczesne miasto Canne della Battaglia w prowincji Barletta-Andria-Trani we Włoszech. Obecnie katolickie biskupstwo tytularne ustanowione w 1968 przez papieża Pawła VI.

## Biskupi tytularni
| Lp. | Biskup           | Funkcja                                     | Od               | Do               |
| --- | ---------------- | ------------------------------------------- | ---------------- | ---------------- |
| 1   | Giuseppe Carata  | biskup pomocniczy Trani i Barletty (Włochy) | 8 kwietnia 1967  | 28 sierpnia 1971 |
| 2   | Salvatore Delogu | biskup pomocniczy Cagliari (Włochy)         | 15 kwietnia 1972 | 2 lutego 1974    |
| 3   | Joseph Duval     | biskup pomocniczy Rennes (Francja)          | 14 maja 1974     | 5 czerwca 1978   |
| 4   | Alfio Rapisarda  | nuncjusz apostolski                         | 22 kwietnia 1979 |                  |